# Grêmio Atlético Coariense
Maillots
Dernière mise à jour : 9 février 2012.
Le Grêmio Atlético Coariense est un club brésilien de football basé à Coari dans l'État de l'Amazonas.

## Palmarès
- Championnat de l'Amazonas de football :
  - Champion : 2005